# ماریا بسررا
ماریا بسررا (به انگلیسی: María Becerra) با نام اصلی ماریا د لس آنجلس بسررا (به انگلیسی: María de los Ángeles Becerra) (زاده ۱۲ فوریهٔ ۲۰۰۰) خواننده و یوتیوبرسابق اهل آرژانتین است.